# Constitution grecque de 1844
Pour les articles homonymes, voir Constitution grecque.
Lire en ligne

Site du Parlement hellénique : (el) fac-simulé de la version originale ;
 Université de Perpignan : traduction en français

Constitution de 1832 Constitution de 1864
La constitution grecque de 1844 (grec moderne : Σύνταγμα της Ελλάδος του 1844) est la première constitution de l'histoire de la Grèce contemporaine (si l'on excepte les projets jamais mis en application durant la guerre d'indépendance). 
Conséquence du Coup d'État du 3 septembre 1843, qui met fin à la monarchie absolue en vigueur depuis 1832, la constitution de 1844 est adoptée le 18 mars. Elle fait de la Grèce une monarchie parlementaire dans laquelle la couronne jouit de pouvoirs étendus. Cette loi fondamentale est suspendue après la déposition d'Othon Ier en 1863 et remplacée par un texte plus libéral en 1864.

## Mise en place
La constitution qui est adoptée le 18 mars 1844 est le fruit du travail de l'Assemblée nationale élue lors des élections qui suivirent le Coup d'État du 3 septembre 1843. D'inspiration libérale, elle plonge ses racines dans la charte française de 1830 et la constitution belge de 1831. Elle met fin à l'absolutisme othonien, même si elle reconnaît des pouvoirs élargis à la couronne.

## Principales dispositions
La constitution de 1844 fait du roi la pierre angulaire du système politique grec. Garant de la souveraineté, le roi est à la tête du pouvoir exécutif et c'est lui qui nomme et démet les ministres, qui sont toutefois responsables. Le roi partage par ailleurs l'exercice du pouvoir législatif avec l'Assemblée hellénique et le Sénat. La Justice émane du roi et elle est exercée en son nom par les juges qu'il nomme. 
La constitution prévoit un minimum de 80 députés élus pour trois ans au suffrage universel masculin et un minimum de 27 sénateurs nommés à vie par le monarque. La loi fondamentale établit que le nombre de sénateurs ne peut excéder la moitié du nombre des députés. 
Une loi également approuvée par l'Assemblée le 18 mars 1844 établit en Grèce le suffrage universel masculin limité aux hommes de plus de 25 ans et propriétaires. Les prêtres, les personnes condamnées (ou en attente de jugement) et ceux privés de leurs droits civiques étaient exclus du suffrage.

## Réception par le roi
Bien qu'Othon Ier ait formellement accepté le régime constitutionnel, il n'a cessé d'en limiter la portée jusqu'à la fin de son règne. Cette situation aboutit à un mécontentement populaire grandissant, qui débouche sur une révolution et sur le renversement du souverain le 10 octobre 1862.